# Fodil Megharia
Fodil Megharia (ur. 23 maja 1961 w Szalifie) – algierski piłkarz występujący na pozycji obrońcy. Uczestnik Mistrzostw Świata 1986.

## Życiorys

### Kariera klubowa
Podczas Mistrzostw Świata 1986 reprezentował barwy klubu ASO Chlef.

## Kariera reprezentacyjna
Fodil Megharia występował reprezentacji Algierii w latach 1984–1992.
Z reprezentacją Algierii uczestniczył w eliminacjach Mistrzostw Świata 1986.
Na Mundialu wystąpił w dwóch meczach grupowych z: reprezentacją Hiszpanii 0-3 oraz reprezentacją Brazylii 0-1.
Uczestniczył przegranych eliminacjach do Mistrzostw Świata 1990.